# Ninove
Ninove é uma cidade e um município belga localizada no distrito de Aalst, localizada na província de Flandres Oriental.

## Divisão administrativa
O município de Ninove compreende a cidade de Ninove propriamente dita a as vilas de Appelterre-Eichem, Aspelare, Denderwindeke, Lieferinge, Meerbeke, Nederhasselt, Neigem, Okegem, Outer, Pollare e Voorde.

## População
A 1 de janeiro de 2006, o município de Ninove tinha uma população de 35 651 habitantes, uma área total de 51,89 km² e uma densidade populacional de 491 habitantes por km².

## História
A mais antiga versão do nome Ninove Neonifus data do século IX. Versões mais recentes foram Nínive e Nineve. A corrente versão do nome da cidade data do século XIV. A origem do nome da cidade não é clara. existem duas teorias para explicar a sua origem uns defendem que o nome é de origem romana, outros opinam que é de origem franca. O significado do nome, contudo, é conhecido, Ninove significa "nieuw weiland" (nova pastagem).
Durante a ocupação romana, Ninove foi uma pequena povoação localizada no actual Niederwijk com a chegada dos Francos no século IV d.C., a povoação tornou-se uma pequena vila agrícola. A área onde está Ninove era até 843 parte do Sacro Império Romano-Germânico. No século XI, esta área foi conquistada pelo conde da Flandres, Boudewijn V e toda a área entre o rio Scheldt e Dender tornou-se parte da Flandres.
Desde o século XI, o castro medieval foi fortificada através da edificação de um castrelo fortaleza. Devido ao fa(c)to de estar ligado à rota comercial entre a Flandres e o Brabante, a vila prosperou er cresceu até se tornar cidade. Em 1137, os monges norbertinos fundaram a abadia de Saint Cornelius, próxima da cidade. Devido à extensão das suas propriedades, a abadia tornou-se um dos maiores produtores de cereais da Flandres.
Do século XV ao século XVII foi uma má época para a cidade de Ninove e para toda a área circundante. Foram tempos assinalados por guerras religiosas e de conflitos políticas. A abadia foi pilhada pelos Franceses em 1587 durante a Reforma. Em 1658, Ninove foi ocupada pelo exército francês. Depois do Tratado dos Pirenéus, os franceses deixaram esta área para domínio espanhol. Durante o século XVII, Ninove, Ninove sofreu uma crise económica: a indústria têxtil entrou em declínio. A grande abadia foi encerrada pelos franceses em 1796, depois de a Flandres ter sido anexada pela França.
Durante o século XIX, Ninove industrializou-se e pelas alturas da I Guerra Mundial, a cidade tornou-se um dos principais centros da indústria fosforeira da Flandres. esta indústria, contudo foi mais tarde entrando em recessão até ao encerramento da última fábrica nos finais da década de 1970.
Desde a década de 1970, a vila de Meerbeke é o final da Volta à Flandres em bicicleta.
A população de Ninove tem crescido regularmente e a cidade tem-se tornado um centro atra(c)tivo para a(c)tividades comerciais, recreativas e económicas. A abertura de uma rua comercial no centro da cidade, bem como a construção de vários edifícios residenciais têm feito da cidade de Niove um centro habitacional atra(c)tivo para quem trabalha nas proximidades de Aalst e de Bruxelas.

## Lista dos presidentes da câmara/Prefeitos de Aalst
- 2001-? - Luc Durant (VLD)
- 1995-2000 - Louis Waltniel (Banier)
- 1977-1994 - Etienne Cosyns (CL - Centrumlijst)
- 1955-1976 - Emiel Milo (BSP)
- 1946-1954 - Omer Van Trimpont (BSP)
- 1945 - Clément Behn
- 1941-1944 - Karel Dortant
- 1913-1940 - Clément Behn
- 1912 - Victor Van Impe
- 1895-1911 - Edmond De Deyn
- 1872-1894 - August De Cooman
- 1870-1871 - Pieter Soetens
- 1864-1869 - Edmond De Deyn
- 1855-1863 - Victor Van Oudenhove
- 1831-1854 - Karel Van Ypersele
- 1825-1830 - Joseph Cools
- 1815-1824 - M. Van Ypersele
- 1802-1814 - Geeraard Germanes
- 1793-1801 - L. Van Ypersele

## Alcunhas dos habitantes
Durante várias épocas foram dadas várias alcunhas aos habitantes seja por razões honrosas ou como troça.

### Os "Cenouras"
Os habitantes de Ninove foram conhecidos com o título de wortlemannem ou wortels (palavra que em neerlandês significa cenoura) devido a um evento ocorrido durante a Idade Média. Durante uma contenda com a cidade vizinha de Aalst, o povo sesta última decidiu cercar Ninove. Os habitantes e Ninove ficaram surpreendidos com este ataque e não estavam preparados. Na confusão gerada não se conseguiu ainda por cima encontrar a chave que encerrava o portão da cidade. Assim em vez de fechar o portão com um ferrolho, usou-se uma cenoura. Contudo, ia a passar um burro esfomeado viu a cenoura e comeu-a, deixando a cidade sem prote(c)ção e a a cidade ficou à mercê das tropas da cidade de Aalst que entraram sem encontrar obstáculos.

### "A cidade mais antiga, corajosa e sábia"
Ninove foi descrita por Antonius Sanderus como a cidade mais antiga, mais corajosa e a mais sábia. Sanderus escreveu assim na obra Flandria Illustrata:
“Ninive quattor habet portas. Hae portae, quamvis possint, vix umquam clauduntur: unde vulgari loco Ninove dicitur antiquissima, audaccissima, sapientissima”
Ninove era a mais antiga devido ao seu nome ser semelhante ao da antiga cidade assíria de Nínive, a mais corajosa porque ele esperava pelo inimigo com a porta aberta e a mais sábia porque a cidade não tinha tolos, se fosse preciso algum este seria emprestado por alguma cidade vizinha.

## Habitantes famosos
- Johannes Despauterius, um humanista flamengo.
- Frans Hemerijckx médico belga conhecido pelo seu trabalho entre os leprosos do antigo Congo Belga e na Índia.
- Wesley Sonck, antigo futebolista belga que foi 34 vezes internacional, participando na Seleção Belga de Futebol.
- Kevin van Der Perren, esquiador belga.
- Hans Van Leethem, pregoeiro famoso da cidade de Ninove.